# Ein Fest fürs Leben
Ein Fest fürs Leben ist eine deutsche Komödie aus dem Jahr 2023. Regie führte  Richard Huber. Der Film lief am 19. Oktober 2023 in den deutschen Kinos an.
Der Film ist ein Remake der französischen Filmkomödie Das Leben ist ein Fest der Regisseure Olivier Nakache und Éric Toledano.

## Handlung
Der Hochzeitsplaner Dieter versucht mit Hilfe von Fotografen, Sängern, Köchen und Kellnern allen Wünschen seiner Kunden gerecht zu werden. Nachdem seine Kunden ihm über die Jahre mit widersprüchlichen Wünschen die letzten Nerven raubten, möchte er diese Tätigkeit mit einem letzten Auftrag, der Traumhochzeit von Leonie und Lasse, beenden. Akribisch hat er jedes Detail perfekt geplant, doch dann gerät alles aus dem Ruder und entwickelt sich zu einem Chaos. Unter anderem kommt es zu einem Stromausfall, die Steuerbehörde steht scheinbar vor der Tür und der geplante Hauptgang steht zu lang in der Sonne und verdirbt.

## Kritiken
Der Film erhielt überwiegend positive Kritiken. Markus Tschiedert von Filmstarts gab dem Film 4 von 5 Sternen und führte aus, dass Richard Huber auf den ersten Blick „nur“ eine Kopie des Originals hergestellt habe, aber der Eindruck täusche, da hier und da eben doch kleine, aber durchaus entscheidende Unterschiede vorhanden wären. Man könne fast sagen: Nakache und Toledano habe mit Das Leben ist ein Fest einen Diamanten gehoben, aber erst Huber hat ihm mit seiner Version den nötigen Feinschliff gegeben – indem er etwa die flacheren Sprüche weglasse, alle guten Gags aber treffsicher übernommen habe.
Markus Fiedler von Kinozeit sah einen Film, der zwar selten Loriot-Niveau erreiche, aber dennoch für viele Lacher sorge und dessen Niveau deutlich oberhalb von Bananenschalen-Gags sei. Mit noch mehr Feinschliff an der einen oder anderen Stelle wäre Ein Fest fürs Leben ein wirkliches Kleinod deutscher Komödienkunst geworden. Aber auch in dieser Form sei der Film eine sehr gelungene und spaßige Chronik eines richtig misslungenen Fests, das dennoch großartig war. Ein Film, der eine schöne Botschaft mit einem befreienden Lachen verbinde und das Publikum mit dem Gefühl entlasse, dass nicht alles schlecht sei auf der Welt.

## Erfolg
Mit rund 370.000 Zuschauern bis Jahresende gelang es dem Film, sich auf Rang 16 der besucherstärksten deutschen Produktionen des Jahres zu platzieren.